# 渋谷 (大和市)
渋谷（しぶや）は、神奈川県大和市の地名。現行行政地名は渋谷一丁目から渋谷八丁目。住居表示は全域で未実施。当地区は東京都の渋谷という地名の発祥地という説があり、中心地には知られざるもう一つの渋谷駅である高座渋谷駅が存在する。

## 地理
大和市の南部に位置している。

### 地価
住宅地の地価は、2023年1月1日の公示地価によれば、渋谷3丁目14番5の地点で17万5000円/m2となっている。

## 歴史

### 沿革
- 1994年（平成6年）10月1日 - 町界町名地番整理実施に伴い、福田と上和田の各一部を分離し、渋谷一丁目から渋谷六丁目を新設[5]。
- 2018年（平成30年）6月30日 - 町界町名地番整理実施に伴い、福田と下和田の各一部を分離し、渋谷四丁目～渋谷八丁目を新設または編入[5]。

## 世帯数と人口
2021年10月1日現在（大和市発表）の世帯数と人口は以下の通りである。
| 丁目       | 世帯数    | 人口    |
| ---------- | --------- | ------- |
| 渋谷一丁目 | 390世帯   | 820人   |
| 渋谷二丁目 | 423世帯   | 871人   |
| 渋谷三丁目 | 255世帯   | 565人   |
| 渋谷四丁目 | 288世帯   | 554人   |
| 渋谷五丁目 | 685世帯   | 1,327人 |
| 渋谷六丁目 | 300世帯   | 590人   |
| 渋谷七丁目 | 377世帯   | 776人   |
| 渋谷八丁目 | 423世帯   | 879人   |
| 計         | 3,141世帯 | 6,382人 |

### 人口の変遷
国勢調査による人口の推移。
| 年                 | 人口  |
| ------------------ | ----- |
| 1995年（平成7年）  | 2,651 |
| 2000年（平成12年） | 2,822 |
| 2005年（平成17年） | 2,762 |
| 2010年（平成22年） | 2,726 |
| 2015年（平成27年） | 2,641 |
| 2020年（令和2年）  | 6,298 |

### 世帯数の変遷
国勢調査による世帯数の推移。
| 年                 | 世帯数 |
| ------------------ | ------ |
| 1995年（平成7年）  | 986    |
| 2000年（平成12年） | 1,093  |
| 2005年（平成17年） | 1,101  |
| 2010年（平成22年） | 1,119  |
| 2015年（平成27年） | 1,122  |
| 2020年（令和2年）  | 3,061  |

## 事業所
2021年現在の経済センサス調査による事業所数と従業員数は以下の通りである。
| 丁目       | 事業所数  | 従業員数 |
| ---------- | --------- | -------- |
| 渋谷一丁目 | 32事業所  | 407人    |
| 渋谷二丁目 | 24事業所  | 159人    |
| 渋谷三丁目 | 4事業所   | 159人    |
| 渋谷四丁目 | 22事業所  | 233人    |
| 渋谷五丁目 | 81事業所  | 900人    |
| 渋谷六丁目 | 78事業所  | 968人    |
| 渋谷七丁目 | 33事業所  | 287人    |
| 渋谷八丁目 | 22事業所  | 214人    |
| 計         | 296事業所 | 3,327人  |

### 事業者数の変遷
経済センサスによる事業所数の推移。
| 年                 | 事業者数 |
| ------------------ | -------- |
| 2016年（平成28年） | 76       |
| 2021年（令和3年）  | 296      |

### 従業員数の変遷
経済センサスによる従業員数の推移。
| 年                 | 従業員数 |
| ------------------ | -------- |
| 2016年（平成28年） | 704      |
| 2021年（令和3年）  | 3,327    |

## 交通

### 鉄道
- 小田急江ノ島線
  - 高座渋谷駅

### 道路
- 国道467号

## 施設
- イオン大和ショッピングセンター
- 大和市立渋谷小学校

## その他

### 日本郵便
- 郵便番号：242-0023[3]（集配局：大和郵便局[16]）